# Erax
Erax är ett släkte av tvåvingar. Erax ingår i familjen rovflugor.

## Arter inomErax[1][2]
- Erax albiceps
- Erax aquaticus
- Erax atticus
- Erax barbatus
- Erax costalis
- Erax crassicauda
- Erax dilsi
- Erax ermolenkoi
- Erax fuscidus
- Erax gracilis
- Erax grootaerti
- Erax hayati
- Erax inquinatus
- Erax macedonicus
- Erax melanothrix
- Erax nigrosetosus
- Erax nigrotinctus
- Erax nubeculus
- Erax punctipennis
- Erax rjabovi
- Erax salomon
- Erax sedulus
- Erax sinensis
- Erax sper
- Erax tenuicornis
- Erax varians